# Chobits
Chobits (ちょびっツ, Chobittsu) is een Japanse manga van 88 hoofdstukken en een anime van 26 afleveringen van CLAMP. Het verhaal speelt zich enkele jaren later af dan de manga en anime Angelic Layer. Het gaat over een jongen die een meisjesrobot bij het vuilnis vindt en mee naar huis neemt.

## Plot
Het verhaal draait om het leven van Hideki Motosuwa, een student die probeert via een toelatingsexamen op de universiteit te komen. Ter voorbereiding hierop studeert hij aan de Seki prep school in Tokio. Hideki groeide op op het platteland, waar hij een eerlijke tiener was met weinig ervaring met vrouwen en relaties. Behalve dat hij droomt van een vriendin, droomt hij ook van een persocon. Een persocon is een robot die gebruikt wordt als computer. In de stad zijn persocons heel normaal en erg behulpzaam voor de eigenaar ervan. Het nadeel is dat persocons erg duur zijn, en Hideki heeft niet veel geld.
Op een avond loopt Hideki door een steeg en vindt daar bij het vuilnis een persocon in de vorm van een naakt, mooi jong meisje met lang blond haar en gewikkeld in witte lappen stof. Na wat aarzelen neemt hij haar mee. Hoewel hij wat moeite had om de persocon aan te zetten, lukt het toch. Ze adoreert Hideki en op alle vragen die hij stelt zegt ze "Chii". Hierdoor noemt Hideki haar ook Chii.
Nadat Hideki ontdekt dat Chii geen data heeft geïnstalleerd, vraagt hij hulp aan zijn vriend Hiromu Shinbo. Die zegt dat ze niet kan bewegen of praten zonder een besturingssysteem. Hij sluit zijn mini persocon, Sumomo, aan op Chii en vanaf dat moment denkt Shinbo dat ze een sterke zelfgemaakte persocon is.
Hierdoor stuurt Shinbo Hideki door naar een vriend van een forum over persocons, Minoru Kokubunji. Die heeft vier zelfgemaakte persocons en gebruikt ze als huishoudsters. Hoewel ze samenwerken komen ze weinig te weten over Chii. Minoru denkt dat ze een Chobits is, legendarische persocons die bijna mens zijn. Ze kunnen zelfstandig denken en emoties tonen. Ook denkt Minoru dat het een mythe is en ze niet bestaan. Minoru zal proberen informatie te vinden over Chii via het forum.
Doordat Minori ontdekte dat Chii leerprogramma's heeft geïnstalleerd, probeert Hideki Chii van alles te leren. Op een dag neemt hij haar mee naar een boekenwinkel. Ze vindt daar een prentenboek waar ze veel interesse in heeft. Het wordt duidelijk dat Chii gevoelens voor Hideki aan het ontwikkelen is, welke persocons niet kunnen hebben. Hideki zit in de knoop met zijn gevoelens voor Chii, ondanks alle waarschuwingen over verliefd worden op persocons.
Doordat Hideki altijd zegt dat hij geen geld heeft, vraagt Chii of ze mag werken. Na een misverstand dat uitmondt in een baan bij een peepshow, vindt Chii werk bij een bakker. Dit leert haar meer over de wereld en met het geld dat ze verdient kan ze de vervolgdelen kopen van het prentenboek. Uiteindelijk leidt het prentenboek tot een opstanding van een tweede persoonlijkheid in Chii, die zichzelf Freya noemt. Freya is blij verrast dat Chii dicht bij Chitose Hibiya, Hideki's huurbaas, woont.
Hideki ontdekt dat zijn vrienden in het verleden negatieve ervaringen hebben gehad met Persocons. Als hij ze probeert te helpen om ze over deze gevoelens heen te helpen, ontdekt hij dat hij gevoelens voor Chii begint te krijgen. Chii is door het prentenboek bijna geobsedeerd om de juiste persoon voor mij te vinden.
Chii en Hideki ontdekken Chii's verleden op hetzelfde moment, alleen in andere omstandigheden. Hideki wordt nieuwsgierig naar haar verleden als hij een oude foto ziet van Chii met zijn huurbaas Chitose Hibiya. Hoewel ze voor een tijdje verdwenen was, kon Hideki eindelijk contact met haar krijgen en zo ontdekt hij Chii's verleden. Chii zelf leert haar verleden kennen door Freya.
Ze komen erachter dat Chii voorheen Elda was en samen met Freya de dochters waren van Chitose Hibiya en haar man, die de twee persocons had gebouwd omdat ze geen kinderen konden krijgen. Tijdens het bouwen had hij geprogrammeerd dat ze iemand zouden zoeken om van te houden, hun juiste persoon. Freya koos haar vader als juiste persoon en hoewel ze haar gevoelens verborgen hield, omdat ze wist dat haar vader van haar moeder hield en hij nooit zo van haar kon houden, werd de emotionele druk zo groot dat ze crashte. Elda, die haar zus pijn zag lijden, nam Freya's persoonlijkheid en geheugen in zich voordat ze zou stoppen met functioneren. Een persocon kan geen twee harten hebben, eentje zou de ander moeten overschrijven. Hierdoor is Elda haar geheugen kwijt geraakt. Voordat ze bewusteloos zou raken vroeg ze haar ouders om haar buiten te laten, zodat ze niet de fout van Freya opnieuw zou maken als ze weer zou bijkomen.
Hideki en Chii waren geschokt door het verhaal. Een geheim deel van Chii's software treedt in werking, het was geïnstalleerd door haar vader voordat ze bij het vuilnis werd gelegd. Alle persocons in de stad stoppen met bewegen en reageren. Hideki en Chitose horen commotie op straat en Hideki ontdekt dat het om Chii gaat. Chitose hoopt dat haar man, die niet lang nadat Chii bij het vuilnis is gezet overleden is, haar kan vergeven voor het verbreken van de belofte om niemand te vertellen wat er gebeurd is.
Uiteindelijk heeft Chii Hideki gekozen als juiste persoon voor haar. De stad is in chaos wanneer de persocons die de basisfuncties om de stad draaiende te houden zijn gestopt met werken. Hideki gaat naar Chii en Chii vertelt wat haar gevoelens voor hem zijn. Ze vraagt hem wie zijn persoon voor hem is en Hideki verteld dat Chii dat is. Op dat moment neemt Freya de controle over van Chii, ze legt Hideki uit dat door Chii's aanknop hij nooit haar lichaam kan hebben. Hideki verklaart dat zij zijn ware liefde is. Freya vraagt hem of hij wil weten welke kracht Chii heeft die geen enkele persocon heeft.
Hideki wil het niet weten omdat het niet nodig is. Freya vraagt daarna om goed op Chii te letten. Chii neemt daarna weer de controle over over haar eigen lichaam. Alle persocons gaan weer aan en functioneren weer.
Wanneer alles voorbij is geeft Hideki Chii een wachtwoord: Chobits. Precies hetzelfde zoals haar vader had voor Freya en Elda.

## Muziek
Openingslied:
- Let Me Be With You van ROUND TABLE feat. Nino

Eindlied:
- Raison d'Être van Rie Tanaka (Aflevering 1-12)
- Ningyohime van Rie Tanaka (Aflevering 13-25)
- Katakoto no Koi van Rie Tanaka and Tomokazu Sugita (Aflevering 26)